# Elina Danielian
Elina Danielian (en armenio: Էլինա Դանիելյան; Bakú, 16 de agosto de 1978) es una jugadora de ajedrez armenia, que tiene el título de Gran Maestro desde 2010. En 2003 fue galardonada con la medalla Khorenatsi y nominada al premio al mejor deportista de Armenia.
En la lista de Elo de la Federación Internacional de Ajedrez (FIDE) de noviembre de 2015, tenía un Elo de 2474 puntos, lo que la convertía en la jugadora femenina número 1 (en activo) de Armenia, el jugador número 18 en el ranking absoluto del país, y la 26.ª mejor jugadora en el ranking mundial femenino. Su máximo Elo fue de 2521 puntos, en la lista de julio de 2001 (posición 703 en el ranking mundial absoluto).

## Trayectoria y resultados en competición
Danielian ha sido seis veces campeona femenina de Armenia. En 1992 se proclamó en Campeona del mundo femenina Sub-14 en Duisburgo y al año siguiente Campeona del mundo femenina Sub-16 en Bratislava. En 2006 fue segunda en la sección femenina del Torneo de Ajedrez Acropolis de Atenas (la campeona fue Salomé Melia). En marzo de 2011 empató con Koneru Humpy en el primer puesto del torneo Grand Prix femenino de la FIDE desde 2009 hasta 2011 en Doha (Catar). Ese mismo año, además, ganó la medalla de bronce en el Campeonato de Europa femenino individual celebrado en la capital georgiana, Tiflis, con 8 de 11 puntos. Danielian ha formado parte del equipo armenio que ganó la medalla de oro en el V Campeonato de Europa de ajedrez por equipos femenino celebrado en la ciudad búlgara de Plovdiv en 2003.